# Scrapter catoxys
Scrapter catoxys är en biart som beskrevs av Davies 2005. Scrapter catoxys ingår i släktet Scrapter och familjen korttungebin. Inga underarter finns listade i Catalogue of Life.